# Astelia pumila
Astelia pumila là một loài thực vật có hoa trong họ Asteliaceae. Loài này được (J.R.Forst.) Gaudich. mô tả khoa học đầu tiên năm 1825.